# Ghazi al-Yawar

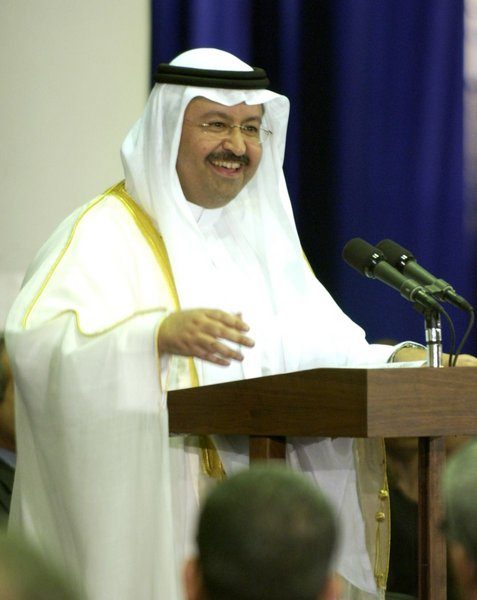
Ghazi al-Yawar

Ghazi Maschal Adschil al-Yawar (arabisch غازي الياور Ghāzī al-Yāwar, auch Ghasi al-Jawar; * 11. März 1958 in Mossul/Irak) ist ein irakischer Stammesführer und Politiker. Er wurde am 1. Juni 2004 vom irakischen Regierungsrat zum ersten Präsidenten des Irak nach Saddam Hussein gewählt. Der zuvor vom UNO-Sonderbeauftragten Lakhdar Brahimi nominierte Adnan Patschatschi hatte das Amt ausgeschlagen. Von April 2005 bis April 2006 war er Vizepräsident der ersten demokratisch legitimierten Regierung des Irak seit dem Sturz von Saddam Hussein.
Der damals 46-jährige Sunnit al-Yawar wurde im Mai 2004 Vorsitzender des Übergangsrates, nachdem sein Vorgänger einem Attentat zum Opfer gefallen war. Er gilt als versöhnungsbereiter Politiker und hatte in letzter Zeit sowohl Kritik an einigen irakischen Politikern als auch am UN-Resolutionsentwurf der USA geäußert (am 9. Juni 2004 wurde er nach Änderungen – unter Beteiligung des Irak – einstimmig beschlossen (UN-Resolution 1546) und gibt der Regierung Mitspracherecht bezüglich der Besatzungstruppen).
Ghazi al-Yawar ist ein bedeutender Scheich des Stammes der Schammar, der in Arabien weit verbreitet ist und dem auch die Mutter des Königs von Saudi-Arabien, Abdullah, angehörte, und stammt aus Mosul im Nordirak. Da zu den Schammar auch Schiiten zählen, galt der Stammesführer für viele als Chance, die ethnische und religiöse Vielfalt des Irak zu repräsentieren.
Bei den ersten freien Wahlen in der post-Saddam-Ära führte al-Yawar die größte sunnitische Kandidatenliste The Iraqis an. Sie bekam ca. 150.000 Stimmen, was einem Anteil von 1,8 % entspricht. Damit war die Partei viertstärkste Kraft und bekam fünf von 275 Sitzen in der Nationalversammlung.
In der damaligen irakischen Regierung wurde al-Yawar zusammen mit dem Schiiten Adil Abd al-Mahdi zum Vizepräsidenten ernannt. Er war somit Stellvertreter des damaligen irakischen Präsidenten Jalal Talabani.
Al-Yawar trat im April 2006 von seinen Ämtern zurück und zog sich ins Privatleben zurück.
Al-Yawar ist Ingenieur und studierte zwei Jahre in Saudi-Arabien, schloss sein Studium aber in Großbritannien ab.